# シャマルダル
シャマルダル (Shamardal) とはイギリスの競走馬、種牡馬。主な勝ち鞍に2005年のプール・デッセ・デ・プーラン、ジョッケクルブ賞、セントジェームズパレスステークス、2004年のデューハーストステークス。2004年のカルティエ賞最優秀2歳牡馬に選出された。名前の由来はアラビアンナイトに登場する魔神シャマルダルから。
日本語表記にはシャマーダルとするものもある。

## 戦績
- 特記事項なき場合、本節の出典はRacing Post[2]

### 2歳時
最初の馬主はアーメッド・ブハルーダだったが、2004年10月上旬にブハルーダがイギリス・ロンドンのカジノで大負けしたのが原因との見方で、同月下旬にゴドルフィンに権利が譲渡されている。管理調教師もブハルーダが馬主だったときはイギリスのマーク・ジョンストン、ゴドルフィンに移ってからはゴドルフィン専属調教師のサイード・ビン・スルールに代わっている。
2004年7月12日、イギリス・エア競馬場で行われた7頭立てのメイドン（未勝利戦、直線芝6ハロン）で1番人気に推され、8馬身差の圧勝でデビュー戦を飾る。この勝利から2005年の2000ギニーの前売り1番人気に一時的に支持されている。続く2戦目は7月28日にイギリス・グッドウッド競馬場で行われたヴィンテージステークス（芝7ハロン・グループ2）に出走、10頭立てで1番人気だったが、のちのブリーダーズカップ・ジュヴェナイルの優勝馬ウィルコに2馬身半の差で優勝、デビュー2戦目で重賞初制覇となった。3戦目として同年10月16日、イギリス・ニューマーケット競馬場で行われたデューハーストステークスに駒を進め、レースでは他馬を寄せ付けずに2着のオラトリオに2馬身半の差で逃げ切り、G1初勝利を成し遂げた。その活躍から2004年のカルティエ賞最優秀2歳牡馬に選出された。

### 3歳時
2005年に入り、イギリスの2000ギニーを目指すものと思われたシャマルダルは、馬主であるゴドルフィンが大目標としているケンタッキーダービー制覇のために、同年3月26日、ドバイナド・アルシバ競馬場のドバイミーティングのひとつであるUAEダービー（ダート1800メートル、グループ2）へ出走したが、レースでは一旦は先頭に取りつくも後退して12頭立ての9着に終わり、生涯唯一の大敗となった。このレース結果を重く見たゴドルフィンはケンタッキーダービー出走を断念して再度芝路線に戻し、同年5月15日、フランス・ロンシャン競馬場のプール・デッセ・デ・プーラン（芝1600メートル・グループ1）に矛先を変え、インデサシェルをアタマ差で退け優勝。G1・2勝目を挙げるとともに、先のイギリスの2000ギニーを制したフットステップスインザサンドに続き、父・ジャイアンツコーズウェイにヨーロッパクラシック競走2勝目をプレゼントした。続いて6月5日、フランス・シャンティイ競馬場のジョッケクルブ賞（芝2100メートル・グループ1）に出走し、ハリケーンランとの接戦を演じたが最終的にクビ差退け、1961年のライトロイヤル以来44年ぶりとなるフランス二冠を達成した。ジョッケクルブ賞から9日後の同年6月14日にはイギリス・ヨーク競馬場のロイヤルアスコット開催に向かってセントジェームズパレスステークス（直線芝8ハロン・グループ1）に出走し、アドヴァロレムに3馬身の差をつけてG1・3連勝、父子制覇を成し遂げた。続くレースとして同年7月2日にサンダウン競馬場で行われるエクリプスステークス（芝10ハロン7ヤード・グループ1）に出走予定でダービーステークス優勝のモティヴェーターとの対戦が予定されていたが、7月1日の調教中に右前球節部の軟骨を骨折したためエクリプスステークスの出走を取り消しし、引退した。

## 競走成績
以下の内容は、Racing Postの情報および記載法に基づく。
| 出走日     | 競馬場           | 競走名                       | 格 | 距離    | 着順 | 騎手         | 着差      | 1着（2着）馬     |
| ---------- | ---------------- | ---------------------------- | -- | ------- | ---- | ------------ | --------- | ---------------- |
| 2004.07.12 | エア             | 未勝利S                      |    | 芝6f    | 1着  | J.ファニング | 8馬身     | (No Commission)  |
| 2004.07.28 | グッドウッド     | ヴィンテージS                | G2 | 芝7f    | 1着  | J.ファニング | 2 1/2馬身 | （Wilko）        |
| 2004.10.16 | ニューマーケット | デューハーストS              | G1 | 芝7f    | 1着  | K.ダーレイ   | 2 1/2馬身 | (Oratorio)       |
| 2005.03.26 | ナドアルシバ     | UAEダービー                  | G2 | D1800m  | 9着  | L.デットーリ | 11.52秒   | Blues and Royals |
| 2005.05.15 | ロンシャン       | プール・デッセ・デ・プーラン | G1 | 芝1600m | 1着  | L.デットーリ | アタマ    | (Indesatchel)    |
| 2005.06.05 | シャンティイ     | ジョッケクルブ賞             | G1 | 芝2100m | 1着  | L.デットーリ | クビ      | (Hurricane Run)  |
| 2005.06.14 | ヨーク           | セントジェームスパレスS      | G1 | 芝8f    | 1着  | K.マカヴォイ | 3馬身     | (Ad Valorem)     |

## 引退後
引退後はアイルランドのキルダンガンスタッドで種牡馬となり、20頭を超えるGI馬を送り出した。2020年4月16日に死亡したことがダーレーグループから発表された。

### 主な産駒
- 2006年産
  - Captain Sonador / キャプテンソナドール - 2010年エプソムハンデキャップ
  - Faint Perfume / フェイントパフューム - 2009年クラウンオークス、2010年ヴィネリースタッドステークス
- 2007年産
  - Lope De Vega / ロペデヴェガ - 2010年プール・デッセ・デ・プーラン、2010年ジョッケクルブ賞
  - Zazou / ザズー - 2011年ローマ賞
- 2008年産
  - Casamento / カサメント - 2010年レーシングポストトロフィー
  - Crackerjack King / クラッカージャックキング - 2012年イタリア共和国大統領賞
  - Dan Excel / ダンエクセル - 2013年チャンピオンズマイル、2014年-2015年シンガポール航空インターナショナルカップ
- 2009年産
  - Able Friend / エイブルフレンド - 2014年香港クラシックマイル、2014年香港マイル、2015年ステュワーズカップ、2015年クイーンズシルバージュビリーカップ、2015年チャンピオンズマイル
  - Amaron / アマロン - 2012年ヴィットーリオ・ディ・カープア賞
  - Maybe Discreet / メイビーディスクリート - 2013年オーストララシアンオークス
  - Mukhadram / ムカドラム - 2014年エクリプスステークス
  - Sagawara / サガワラ - 2012年サンタラリ賞
- 2010年産
  - Baltic Baroness / バルチックバロネス - 2014年ヴェルメイユ賞
- 2011年産
  - Tryster / トリスター - 2016年ジェベルハッタ
- 2012年産
  - Dariyan ダリヤン - 2016年ガネー賞
- 2013年産
  - Lumiere / ルミエール - 2015年チェヴァリーパークステークス
  - Pakistan Star / パキスタンスター - 2018年クイーンエリザベス2世カップ、香港チャンピオンズ&チャターカップ
- 2014年産
  - Blue Point / ブルーポイント - 2018年・2019年キングズスタンドステークス、2019年アルクォズスプリント、ダイヤモンドジュビリーステークス
- 2015年産
  - ライトオンキュー - 2019年京阪杯
  - ソーラーフレア - 2024年金沢スプリングカップ
- 2016年産
  - Tarnawa / タルナワ - 2020年ヴェルメイユ賞、オペラ賞、ブリーダーズカップ・ターフ
  - Castle Lady / キャッスルレディ - 2020年プール・デッセ・デ・プーリッシュ
  - Emaraaty Ana / エマラーティアナ - 2021年スプリントカップ
- 2017年産
  - Pinatubo / ピナトゥボ - 2019年ヴィンセントオブライエンステークス、デューハーストステークス、2020年ジャンプラ賞
  - Earthlight / アースライト - 2019年モルニ賞、ミドルパークステークス
  - Victor Ludorum / ヴィクタールドラム - 2019年ジャンリュックラガルデール賞、プール・デッセ・デ・プーラン
- 2021年産
  - Inisherin / イニシェリン - 2024年コモンウェルスカップ
  - Cinderella's Dream / シンデレラズドリーム - 2024年ベルモントオークスインビテーショナルステークス、2025年ファルマスステークス

### 母の父としての主な産駒
- 2013年産
  - Awtaad / オータード - 2016年アイリッシュ2000ギニー
- 2015年産
  - Latrobe / ラトローブ - 2018年アイリッシュダービー
- 2016年
  - Pretty Pollyanna / プリティポリーアンナ - 2018年モルニ賞
- 2017年産
  - Althiqa / アルシクァ - 2021年ダイアナステークス、ジャストアゲームステークス
  - ウーマンズハート - 2019年新潟2歳ステークス
- 2018年産
  - Converge / コンヴァージ - 2022年ランドウィックギニーズ
  - Imperatriz / インペラトリス - 2022年レヴィンクラシック、NZサラブレッドブリーダーズステークス、2023年レイルウェイステークス、BCDグループスプリント、ウィリアム・レイドステークス、モイアステークス、マニカトステークス、チャンピオンズスプリント、2024年ブラックキャビアライトニング、ウィリアム・レイドステークス
- 2019年産
  - Facteur Cheval / ファクトゥールシュヴァル - 2024年ドバイターフ
- 2020年産
  - Mysterious Night / ミステリアスナイト - 2022年サマーステークス
  - Goliath / ゴリアット - 2024年キングジョージ6世&クイーンエリザベスステークス
  - Ceolwulf / チェオウルフ - 2024年エプソムハンデキャップ、キングチャールズ3世ステークス
  - ゴールデンハインド - 2023年フローラステークス[16]
- 2021年産
  - Ylang Ylang / イランイラン - 2023年フィリーズマイル
  - Sosie / ソジー - 2024年パリ大賞典、2025年ガネー賞、イスパーン賞
- 2022年産
  - Devil Night / デヴィルナイト - 2025年ブルーダイヤモンドステークス
  - Field Of Gold / フィールドオブゴールド - 2025年アイリッシュ2000ギニー、セントジェームズパレスステークス

## 血統表
| シャマルダルの血統            | シャマルダルの血統                                     | シャマルダルの血統                                     | （血統表の出典）                                       | （血統表の出典） |
| 父系                          | ストームバード系／ストームキャット系                   | ストームバード系／ストームキャット系                   | ストームバード系／ストームキャット系                   | [ § 2 ]          |
| 父 Giant's Causeway 1997 栗毛 | 父の父Storm Cat 1983 黒鹿毛                            | Storm Bird                                             | Northern Dancer                                        | Northern Dancer  |
| 父 Giant's Causeway 1997 栗毛 | 父の父Storm Cat 1983 黒鹿毛                            | Storm Bird                                             | South Ocean                                            |                  |
| 父 Giant's Causeway 1997 栗毛 | 父の父Storm Cat 1983 黒鹿毛                            | Terlingua                                              | Secretariat                                            | Secretariat      |
| 父 Giant's Causeway 1997 栗毛 | 父の父Storm Cat 1983 黒鹿毛                            | Terlingua                                              | Crimson Saint                                          |                  |
| 父 Giant's Causeway 1997 栗毛 | 父の母Mariah's Storm 1991 鹿毛                         | Rahy                                                   | Blushing Groom                                         | Blushing Groom   |
| 父 Giant's Causeway 1997 栗毛 | 父の母Mariah's Storm 1991 鹿毛                         | Rahy                                                   | Glorious Song                                          |                  |
| 父 Giant's Causeway 1997 栗毛 | 父の母Mariah's Storm 1991 鹿毛                         | Immense                                                | Roberto                                                | Roberto          |
| 父 Giant's Causeway 1997 栗毛 | 父の母Mariah's Storm 1991 鹿毛                         | Immense                                                | Imsodear                                               |                  |
| 母 Helsinki 1993 鹿毛         | 母の父Machiavellian 1987 鹿毛                          | Mr. Prospector                                         | Raise a Native                                         | Raise a Native   |
| 母 Helsinki 1993 鹿毛         | 母の父Machiavellian 1987 鹿毛                          | Mr. Prospector                                         | Gold Digger                                            |                  |
| 母 Helsinki 1993 鹿毛         | 母の父Machiavellian 1987 鹿毛                          | Coup de Folie                                          | Halo                                                   | Halo             |
| 母 Helsinki 1993 鹿毛         | 母の父Machiavellian 1987 鹿毛                          | Coup de Folie                                          | Raise the Standard                                     |                  |
| 母 Helsinki 1993 鹿毛         | 母の母Helen Street 1982 鹿毛                           | Troy                                                   | Petingo                                                | Petingo          |
| 母 Helsinki 1993 鹿毛         | 母の母Helen Street 1982 鹿毛                           | Troy                                                   | La Milo                                                |                  |
| 母 Helsinki 1993 鹿毛         | 母の母Helen Street 1982 鹿毛                           | Waterway                                               | Riverman                                               | Riverman         |
| 母 Helsinki 1993 鹿毛         | 母の母Helen Street 1982 鹿毛                           | Waterway                                               | Boulevard                                              |                  |
| 母系(F-No.)                   | (FN:1-l)                                               | (FN:1-l)                                               | (FN:1-l)                                               | [ § 3 ]          |
| 5代内の近親交配               | Halo5×4=9.38% Natalma5×5=6.25% Hail to Reason5×5=6.25% | Halo5×4=9.38% Natalma5×5=6.25% Hail to Reason5×5=6.25% | Halo5×4=9.38% Natalma5×5=6.25% Hail to Reason5×5=6.25% | [ § 4 ]          |
| 出典                          | 1. 2. 3. 4.                                            | 1. 2. 3. 4.                                            | 1. 2. 3. 4.                                            | 1. 2. 3. 4.      |

叔父(母の弟)にドバイワールドカップを制したストリートクライがいる。